# Gigantopalimna benetrixae
Gigantopalimna benetrixae är en skalbaggsart som beskrevs av Stefan von Breuning 1964. Gigantopalimna benetrixae ingår i släktet Gigantopalimna och familjen långhorningar.
Artens utbredningsområde är Madagaskar. Inga underarter finns listade i Catalogue of Life.